# وسام الفنون والآداب الفرنسي
وسام الفنون والآداب هو جائزة شرفية فرنسية، يتم منحها من طرف وزارة الثقافة، مكافأة «لأولئك الذين تميزوا من خلال إبداعاتهم في المجال الفني أو الأدبي أو من خلال مساهماتهم في تعزيز الفنون والأدب في فرنسا وفي العالم أجمع».

## التاريخ
تأسس الوسام بتاريخ 2 ماي 1957، وهو يُمنح تعبيرا عن 
 وفقا لصيغة أندريه مالرو، ولكن هذا الوسام قد تعرض أحيانا للاحتقار أو على الأقل انتقاده بشراسة (انتقاد ليو فري كمثال)، ويعد هذا الوسام واحدا من بين الأوسمة الأربع في وزارة الثقافة الفرنسية (رفقة وسام السعفة الأكاديمية ووسام الاستحقاق الزراعي ثم وسام البحرية) لكن مجموعة من الأوسمة تم إلغائها من طرف الجنرال ديغول في عام 1963، وقد وضع في مكانها وسام الاستحقاق الوطني.
كما هو الحال بالنسبة لمعظم الجوائز الصادرة عن الدولة، فمن الصعب تحديد رؤية شاملة، أو حتى المعرفة الدقيقة لقائمة المرشحين أو الفائزين.
كما تجدر الإشارة إلى أن وسائل الإعلام أو المعارف الشخصية ربما تلعب دورا مهما في الحصول على هذه المكافأة أو الجائزة.

## الدرجات
يتكون هذا الوسام الفخري من ثلاث درجات تُمنح بموجب مرسوم صادر من وزير الثقافة والاتصال بعد إشعار المحافظ والمجلس المسؤول عن وسام الفنون والآداب، حيث أن الترقيات تجري ما بين يناير ويوليو من كل عام بالنسبة للمواطنين من فرنسا، ثم يُخصص شهر مارس للأجانب:
- رتبة فارس
- رتبة ضابط
- رتبة قائد

| فارس | ضابط | قائد |
| ---- | ---- | ---- |
|      |      |      |
|      |      |      |

لا تمنح الدرجة الأولى إلا للأشخاص الذين لا يقل عمرهم عن ثلاثين عامًا ويتمتعون بحقوقهم المدنية. فيما يتعلق بالرتبتين الأعلى (ضابط و قائد) فتمنح بشرطين: إثبات ما لا يقل عن خمس سنوات من الأقدمية في الدرجة الأدنى- إلا إذا كان الششخص بالفعل قائدًا أو ضابطًا في جوقة الشرف وإظهار مزايا ثقافية جديدة. لا تنطبق هذه القاعدة على الأجانب المتوجين.

## من الحاصلين(ات) على الوسام
1979
- الطيب الصديقي: (المغرب): حصل على وسام الفنون والآداب من رتبة فارس[3]‘.[4]

1983
الطيب الصديقي: (المغرب): حصل على وسام الفنون والآداب من رتبة ضابط.
1985
- فرانك زابا (الولايات المتحدة): حصل على وسام الفنون والآداب من رتبة فارس.

1986
- ادريس الشرايبي (المغرب): حصل على وسام الفنون والآداب من رتبة فارس.
- خورخي إدواردز (تشيلي): حصل على وسام الفنون والآداب من رتبة فارس.
- خوسيه دونوسو (تشيلي): حصل على وسام الفنون والآداب من رتبة فارس.

1987
- مانويل انتين (الأرجنتين): حصل على وسام الفنون والآداب من رتبة ضابط.
- أتاهوالبا يوبانكوي (الأرجنتين): حصل على وسام الفنون والآداب من رتبة فارس.
- جمال الغيطاني (مصر): حصل على وسام الفنون والآداب من رتبة فارس.

1988
- اليسيا د لاروتشا (إسبانيا): حصلت على وسام الفنون والآداب من رتبة قائد.
- فيروز (لبنان): حصلت على وسام الفنون والآداب من رتبة قائد.
- كارلوس جوروستيثا (الأرجنتين): حصل على وسام الفنون والآداب من رتبة قائد.
- اوسڤالدو پوجليس (الأرجنتين): حصل على وسام الفنون والآداب من رتبة قائد.
- جين مورو (فرنسا): حصلت على وسام الفنون والآداب من رتبة ضابط.

1989
- عبد اللطيف بربيش (المغرب): حصل على وسام الفنون والآداب من رتبة قائد.
- مرسيدس سوسا (الأرجنتين): حصلت على وسام الفنون والآداب من رتبة قائد.
- سوازنا رينالدي (الأرجنتين): حصلت على وسام الفنون والآداب من رتبة فارس.

1990
- بوب ديلن (الولايات المتحدة): حصل على وسام الفنون والآداب من رتبة قائد.
- وهبي الحريري (سوريا): حصل على وسام الفنون والآداب من رتبة فارس.
- خوان فيلوى (الأرجنتين): حصل على وسام الفنون والآداب من رتبة فارس.
- لويسا فوتورانسكى (الأرجنتين): حصلت على وسام الفنون والآداب من رتبة فارس.
- اليسيو سوبيلا (الأرجنتين): حصل على وسام الفنون والآداب من رتبة فارس.

1991
- طارق علي حسن (مصر): حصل على وسام الفنون والآداب من رتبة قائد.
- جويس باسكوال (إسبانيا): حصل على وسام الفنون والآداب من رتبة ضابط.
- أوراسيو صلاص (الأرجنتين): حصل على وسام الفنون والآداب من رتبة فارس.

1992
- بول أوستر (الولايات المتحدة): حصل على وسام الفنون والآداب من رتبة فارس.
- فانجيليس (اليونان): حصل على وسام الفنون والآداب من رتبة فارس.

1993
- خورخي لاڤيلى (الأرجنتين): حصل على وسام الفنون والآداب من رتبة قائد.
- ماريو فارغاس يوسا (بيرو): حصل على وسام الفنون والآداب من رتبة قائد.
- نوي خيتريك (الأرجنتين): حصل على وسام الفنون والآداب من رتبة فارس.
- نسطور طابوادا طيران (بوليفبيا): حصل على وسام الفنون والآداب من رتبة فارس.

1994
- كلينت إيستوود (الولايات المتحدة): حصل على وسام الفنون والآداب من رتبة فارس.

1996
- ماريا فيليكس (المكسيك): حصلت على وسام الفنون والآداب من رتبة قائد.
- كارمن مورا (إسبانيا): حصلت على وسام الفنون والآداب من رتبة فارس.

2004
- ليودميلا أوليتسكايا (روسيا): حصلت على وسام الفنون والآداب من رتبة فارس.
- سيلفيا تشيراسي (كولومبيا): حصلت على وسام الفنون والآداب من رتبة فارس.

2005
- سيزار أنطونيو مولينا (إسبانيا): حصل على وسام الفنون والآداب من رتبة فارس.

2006
- جاد المالح (المغرب): حصل على وسام الفنون والآداب من رتبة فارس

2007
- راي برادبري (الولايات المتحدة): حصل على وسام الفنون والآداب من رتبة قائد.
- أحمد المعنوني (المغرب): حصل على وسام الفنون والآداب من رتبة ضابط.

2010
- إسكندر نجار (لبنان): حصل على وسام الفنون والآداب من رتبة ضابط.

2011
- تاج الدين بادو (المغرب): حصل على وسام الفنون والآداب من رتبة ضابط.

2012
- دونالد سثرلاند (كندا): حصل على وسام الفنون والآداب من رتبة قائد[5]
- ماجدة الرومي (لبنان): حصلت على وسام الفنون والآداب من رتبة ضابط.[5]
- عزة أغا ملك (لبنان / فرنسا): حصلت على وسام الفنون والآداب من رتبة فارس.
- آيشواريا راي (الهند): حصلت على وسام الفنون والآداب من رتبة فارس.

2013
- كارولين فوريست (فرنسا): حصلت على وسام الفنون والآداب من رتبة فارس.

2014
- ديان كروغر (ألمانيا): حصلت على وسام الفنون والآداب من رتبة ضابط.
- رضا كاتب (فرنسا): حصل على وسام الفنون والآداب من رتبة فارس.
- شاكا بونك (فرنسا): حصل على وسام الفنون والآداب من رتبة فارس.[6]
- نايلة تويني (لبنان): حصلت على وسام الفنون والآداب من رتبة فارس.[7]

2016
- علاء الأسواني (مصر): حصل على وسام الفنون والآداب من رتبة فارس.

2017
- رودولف بيلمير (فرنسا): حصل على وسام الفنون والآداب من رتبة ضابط.

2018
- مارسيل خليفة (لبنان): حصل على وسام الفنون والآداب من رتبة فارس.[8]
- فيليب عرقتنجي (لبنان): حصل على وسام الفنون والآداب من رتبة فارس.[9]
- هشام جبر (مصر): حصل على وسام الفنون والآداب من رتبة فارس.[10]

2020
- سامي خياط (لبنان): حصلت على وسام الفنون والآداب من رتبة ضابط.[11]

2021‘
- هند صبري (تونس): حصلت على وسام الفنون والآداب من رتبة ضابط.
- محمد حفظي (مصر): حصل على وسام الفنون والآداب من رتبة فارس.
- بسمة مخلوف صحابو (تونس): حصلت على وسام الفنون والآداب من رتبة.[13]
- بسمة مخلوف صحابو (تونس): حصلت على وسام الفنون والآداب من رتبة.[14]

2022
- علي المقري (اليمن). حصل على وسام الفنون والآداب من رتبة فارس.[1]
- عواطف نعيم (العراق): حصل على وسام الفنون والآداب من رتبة فارس.[15]
- سولان دافيد بينتو (المغرب) حصل على وسام الفنون والآداب من رتبة فارس.

2023
- إبراهيم لطيف (تونس): حصل على وسام الفنون والآداب من رتبة فارس.[16]

- شوقي عبد الأمير : (العراق) - وسام الفارس في الفنون والآداب[17]

## وصلات خارجية
- الصفحة الرسمية - موقع وزارة الثقافة